# Kondor Lajos (grafikus)
Kondor Lajos (Budapest, 1926. június 25. – Budapest, 2006. február 22.) magyar grafikus.

## Életútja
Az Iparművészeti Főiskolát 1949-ben végezte, mesterei: Hincz Gyula, Konecsni György, Miháltz Pál. Munkácsy-díjjal tüntették ki 1960-ban.
Vonalas, tónusos és színes grafikáit nagy mesterségbeli biztonság, mértéktartás és árnyalt kifejezés jellemzi. A helyet, kort és a személyiségeket érzékletesen és stílusosan megjelenítő illusztrációi az irodalmi művek méltó társai. Illusztrációival több alkalommal nyerte el, az "Év legszebb könyve" kitüntetést (1958 és 1959). 1968-ban a vignolai grafikai kiállításon ezüst kupát nyert.
Forrás: lásd szakirodalom

## Egyéni kiállítások
- 1965, 1968 • Dürer Terem, Budapest
- 1968 • Derkovits Terem, Budapest
- 1973 • Balassagyarmat
- 1973, 1974 • Németország • Anglia • Spanyolország • Lengyelország • Venezuela
- 1975 • Jugoszlávia
- 1976 • Olaszország
- 1988 • Iskolagaléria, Csepel.

## Válogatott csoportos hazai és külföldi kiállítások
- 1948 • Plakátkiállítás, Nemzeti Szalon, Budapest
- 1953, 1954, 1962, 1965 • 4., 5., 9., 10. Magyar Képzőművészeti kiállítás, Műcsarnok, Budapest
- 1960 • Moszkva Grafikai Biennálé
- 1961 • Párizs
- 1962 • Miskolci Grafikai Biennálé
- 1966 • Ljubijanai Biennálé
- 1968 • Krakkói Grafikai Biennálé
- 1968 • Balatoni Nyári Tárlat, Keszthely
- 1968 • Mai magyar grafika, Magyar Nemzeti Galéria, Budapest
- 1970 • Riekai Rajzbiennálé
- 1970 • British International Print Biennale
- 1974 • Európai grafika, Velence
- 1981 • Illusztráció Biennálé, Pozsony
- 1986 • Utak, Bartók 32 Galéria, Budapest
- szerepelt a Párizsi Ifjúsági Biennálén Prágában, Berlinben, Rómában, és Brnóban, valamint a bradfordi, tokiói biennálékon, moszkvai könyvillusztrációs kiállításon, a berlini Intergrafikon, a fiumei nemzetközi rajzkiállításon, és a Liége-i Biennálén.